# Ерік Юганссон (футболіст)
Ерік Юганссон (швед. Erik Johansson, нар. 30 грудня 1988, Фалькенберг) — шведський футболіст, захисник клубу «Юргорден» і національної збірної Швеції.

## Клубна кар'єра
У дорослому футболі дебютував 2008 року виступами за команду клубу «Фалькенбергс ФФ» з рідного міста, в якій провів три сезони, взявши участь у 99 матчах чемпіонату. 
Протягом 2011—2012 років захищав кольори команди клубу ГАІС.
Своєю грою за останню команду привернув увагу представників тренерського штабу клубу «Мальме», до складу якого приєднався 2013 року. Відіграв за команду з Мальме наступні два сезони своєї ігрової кар'єри. Більшість часу, проведеного у складі «Мальме», був основним гравцем команди.
Протягом 2015—2016 років грав у Бельгії, захищав кольори команди клубу «Гент».
18 січня 2016 року уклав чотирирічний контракт з данським «Копенгагеном».

## Виступи за збірну
2014 року дебютував в офіційних матчах у складі національної збірної Швеції. Наразі провів у формі головної команди країни 8 матчів.
У травні 2016 року був включений до заявки збірної для участі у фінальній частині чемпіонату Європи 2016 року у Франції.

## Титули і досягнення
- Чемпіон Швеції (3):

«Мальме»: 2013, 2014
«Юргорден»: 2019
- Чемпіон Данії (2):

«Копенгаген»: 2015-16, 2016-17
- Володар Суперкубка Швеції (2):

«Мальме»: 2013, 2014
- Володар Кубка Данії (2):

«Копенгаген»: 2015-16, 2016-17